# Ińsko (gmina)
Ińsko – gmina miejsko-wiejska w Polsce położona w środkowej części województwa zachodniopomorskiego, w powiecie stargardzkim. Siedzibą gminy jest miasto Ińsko.

## Położenie
Gmina znajduje się w środkowej części województwa zachodniopomorskiego, w północno-wschodniej części powiatu stargardzkiego.
Sąsiednie gminy:
- Chociwel i Dobrzany (powiat stargardzki)
- Drawsko Pomorskie i Kalisz Pomorski (powiat drawski)
- Węgorzyno (powiat łobeski)

Do 31 grudnia 1998 r. wchodziła w skład województwa szczecińskiego.
Gmina stanowi 9,9% powierzchni powiatu.

## Demografia
Dane z 30 czerwca 2004:
| Opis                              | Ogółem | Ogółem | Kobiety | Kobiety | Mężczyźni | Mężczyźni |
| --------------------------------- | ------ | ------ | ------- | ------- | --------- | --------- |
| jednostka                         | osób   | %      | osób    | %       | osób      | %         |
| populacja                         | 3493   | 100    | 1726    | 49,4    | 1767      | 50,6      |
| gęstość zaludnienia (mieszk./km²) | 23,1   | 23,1   | 11,4    | 11,4    | 11,7      | 11,7      |

Gminę zamieszkuje 2,9% ludności powiatu. 

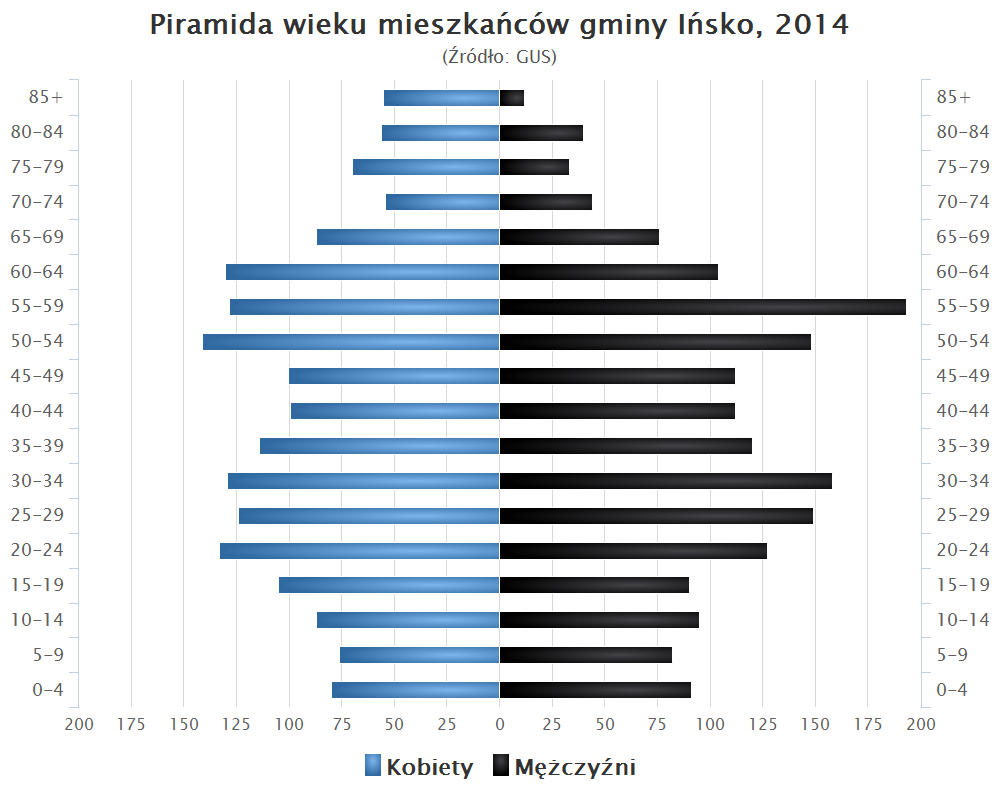
Piramida wieku mieszkańców gminy Ińsko w 2014 roku

## Przyroda i turystyka
Gmina leży na Pojezierzu Ińskim. W obrębie gminy znajduje się 10 jezior, z czego największym jest jezioro Ińsko. Większą jej część zajmuje Iński Park Krajobrazowy z rezerwatami przyrody: Wyspa Sołtyski, Kamienna Buczyna, Bórbagno Miałka, Głowacz, Krzemieńskie Źródliska. Przez Iński PK prowadzą znakowane szlaki turystyczne. Na jeziorze Linówko znajdują się pływające wyspy. Tereny leśne zajmują 38% powierzchni gminy, a użytki rolne 45%.
Władze gminy pobierają opłatę miejscową od turystów na terenie miejscowości: Ińsko, Ciemnik, Czertyń, Granica, Gronówko, Linówko, Miałka, Storkowo, Studnica, Ścienne, Waliszewo, Wierzchucice.

## Komunikacja
Przez gminę Ińsko prowadzi droga wojewódzka nr 151 łącząca miasto z Węgorzynem i drogą krajową nr 20 (13 km) oraz z Reczem i drogą krajową nr 10 (22 km). Odległość z Ińska do stolicy powiatu, Stargardu wynosi 44 km (jadąc przez Chociwel).
Ińsko uzyskało połączenie kolejowe w 1895 r. Wtedy zbudowano Stargardzką Kolej Wąskotorową o szerokości 1000 mm ze Stargardu Szczecińskiego Wąsk. przez Starą Dąbrowę. 2 lata później linia została przedłużona do Jankowa Pomorskiego Wąsk., a w 1910 r. jeszcze do Drawska Pomorskiego Wąsk. W 1964 r. linię Ińsko- Drawsko Pomorskie Wąsk. zamknięto, a wkrótce potem rozebrano. W 1996 r. zamknięto pozostałą część linii do Starej Dąbrowy.
W gminie czynny jest 1 urząd pocztowy: Ińsko (nr 73-140).

## Administracja i samorząd
W 2016 r. wykonane wydatki budżetu gminy Ińsko wynosiły 12,3 mln zł, a dochody budżetu 12,6 mln zł. Zobowiązania samorządu (dług publiczny) według stanu na koniec 2016 r. wynosiły 2,5 mln zł, co stanowiło 19,6% poziomu dochodów.
Gmina Ińsko jest członkiem Unii Miasteczek Polskich.

## Miejscowości
Miasto (od ok. 1300 r.)Ińsko
Sołectwa gminy IńskoCiemnik, Czertyń, Granica, Linówko, Storkowo, Studnica, Ścienne.
Pozostałe miejscowościDolnik, Gronówko, Kanice, Kleszcze, Kozia Góra, Miałka, Okole, Orzechy, Piaszczyte, Powalice, Nierybno, Waliszewo, Wierzchucice.